# 梵網経 (大乗仏教)

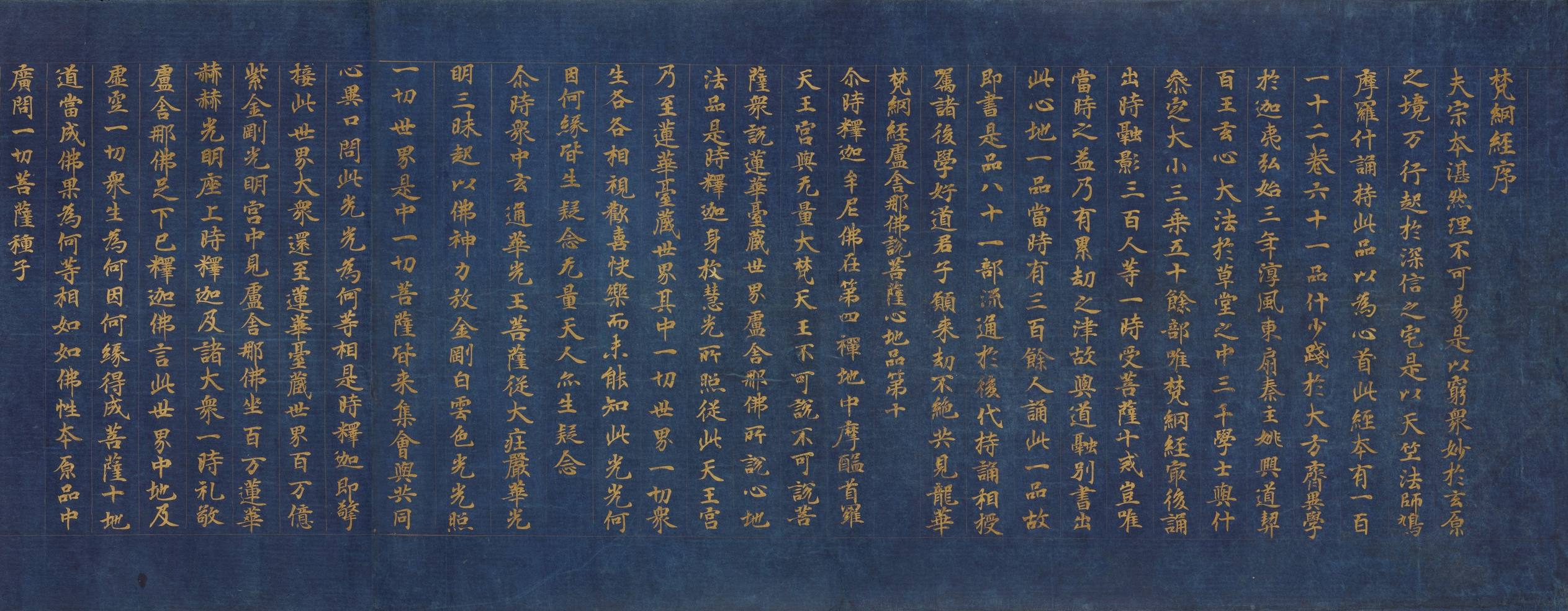
法隆寺に伝来した七種宝物の一つである『紺紙金字梵網経』（東京国立博物館所蔵、重要文化財）の序。聖徳太子の自筆とされてきたが9世紀（平安時代）のものとみられる。

『梵網経盧舎那仏説菩薩心地戒品第十』とは、大乗仏教の経典であり、『梵網経』（ぼんもうきょう）と通称する。鳩摩羅什訳とされる漢訳が伝わる。上下の二巻本で、下巻を特に「菩薩戒経」とよぶ。
僧肇の序文によれば、原本『梵網経』120巻61品の1品を訳出したものであるという。
漢伝仏教における菩薩戒はこの経典に説かれるものが用いられる。
原本は伝わっておらず、5世紀頃に宋 (南朝)で成立した偽経（中国撰述経典）とみる学者が多い。
パーリ語で書かれた上座部仏教所伝の『梵網経』とは内容がまったく異なる。

## 内容
上巻は菩薩の階位である四十種類の法門を述べたものである。
下巻は十重四十八軽戒と呼ばれる禁戒を述べたもので、父母に孝順であることなど、中国的な内容が見られる。

## 後世への影響
智顗は、『梵網経』下巻（菩薩戒）について天台宗の立場から『菩薩戒義疏』を著した（天台戒疏とも呼ぶ）。智顗は実際に煬帝をはじめとする多くの人々に菩薩戒を授けた。
唐の法蔵は詳細な『梵網経菩薩戒本疏』を著した。
新羅の太賢は『菩薩戒本宗要』と『梵網経古迹記』を著した。『古迹記』は日本にはいって多くの注釈書が書かれた。
空海は、真言密教の立場から『梵網経』を解釈した『梵網経開題』を著した。